# Алоади
Алоади или Алоеиди (грч. Ἀλωάδαι) су у грчкој митологији били синови Посејдона или Алоеја и Ифимедије, по имену От и Ефијалт.

## Етимологија
Заједничко име браће или указује на име њиховог могућег оца, Алоеја или има значење дробилице уколико потиче од речи aloaô. Роберт Гревс је њихово име протумачио као да су синови гумна.

## Митологија
Када их је родила, мајка их је оставила да их отхрани Земља. Близанци су брзо расли и већ са девет година постали прави џинови; високи око 17, а широки око четири метра. Међутим, почели су да пркосе боговима. Како би се домогли неба, попели су планине Осу и Пелион на Олимп, а хтели су да измене места мору и земљи. Заправо, запретили су да ће бацати стене у море све док не постане суво као земља. Самопоуздање им је било огромно, јер је било проречено да чак ни богови не могу да их убију. Ареја су заробили у бронзану посуду, где је провео тринаест месеци, а због тога што је проузроковао Адонисову смрт. Такође су покушали да силују Артемиду, у коју је био заљубљен От. Ефијалт се усудио да се заљуби у Херу. Коначно, или их је Зевс усмртио муњом или их је устрелио Аполон, а према неким причама, Артемида се била преобразила у кошуту и стала између њих. Обојица су хитнули копље на њу у жељи да улове ту животињу, али су погодили један другог. Роберт Гревс је навео да је то ипак била Афродита, а да тиме што су убили један другог, обистинило се пророчанство да нико, па чак ни богови не могу да их убију. И у Подземљу су били кажњени; привезани за стуб змијама, док их је сова непрекидно узнемиравала крештањем. За живота, основали су градове Алојон и Аскру, где су успоставили култ муза. О томе је писао Паусанија и они су били први смртници који су такав култ успоставили. Ипак, он је поменуо да су поштовали свега три музе.

## Тумачење
Према Роберту Гревсу, ово је друга, такође прилично позната верзија побуне џинова (гигантомахија). Због тога су ови лекови често били поистовећивани са трачанским гигантима. Иако је Стефан Византијски бележио да је град Алоеја у Тесалији добио име по њима, рани митографи су их сматрали Беоћанима. У обе верзије приче о борби џинова и богова, појављују се име Ефијалт, напад на Олимп, претња Хери и пророчанство о нерањивости. Ови близанци, који су „синови гумна“ са „оном која снажи гениталије“, унуци „оне са три лица“, наиме Хекате и поклоници муза, оличавају мору (и због значења Ефијалтовог имена) или оргастички кошмар који жене понекад доживљавају у сну. Попут „Сновиђења“ у британским легендама, они се везују уз број девет (до девете године су израсли девет хвати висине и девет лаката ширине). Гревса је узајамно убиство близанаца подсећало на вечно ривалство светог краља и његовог наследника. Значење њиховог имена и то што су избегли Зеусовој муњи, указује да су припадали пре житном него храстовом култу. Прича о казни у Тартару, изгледа да је настала према древном календарском симболу који је приказивао близанце везане за стуб и окренуте потиљком у потиљак, како седе на столици заборава. Стуб на коме стоји богиња Смрти је симболисао дужину летњег годишњег доба; када оно истекне, завршавала би се владавина светог краља и почињала владавина његовог наследника. У Италији је овај симбол био представљен као двоглави Јанус, али италијанска Нова година је падала зими у јануару, а не лети са рађањем двоглавог Сиријуса, као што је био овде случај.

## Култ
Били су поштовани као хероји на неколико места у Грчкој, а посебно на Наксу, где су имали и светилиште. Са овим острвом их повезује мит према коме су древни становници отели њихову мајку и сестру Панкратиду. Због тога су Алоади покорили ово острво. Ипак, према Диодору, посвађали су се око поделе острва и убили један другог. Према овом аутору, они су заправо били обични трачански јунаци које је отац послао да спасу мајку и сестру. Њихови гробови су приказивани на месту где су наводно заробили краља Ареја; код Антедона и на Криту. Према Филострату, у касније доба су наводно њихове кости биле виђене у Тесалији.

## Уметност
У класичној уметности су близанци сликани као млади ловци са капама и копљима.